# Ali a Nino
Ali a Nino (česky též Ali a Nina, německy Ali und Nino) je román, jehož dějištěm je Zakavkazsko v době první světové války. Byl vydán pod pseudonymem Kurban Said, o autorství a inspiraci se vedou spory. Podle různých zdrojů může být román z větší či menší části dílem spisovatele židovského původu Lva Nussimbauma, rakouské baronky Elfriede Ehrenfelsové, ázerbájdžánského spisovatele Yusifa Vazira Chamanzaminliho či gruzínského spisovatele Grigola Robakidze. Román byl mnohokrát přeložen, byl též inspirací pro britský film a pro sousoší v Batumi.

## Námět románu
Román se odehrává v Ázerbájdžánu, Gruzii, Náhorním Karabachu, Persii a Dagestánu mezi lety 1914 a 1920. Hrdiny jsou muslimský ázerbájdžánský šlechtic Alíchán Šírvanšír a gruzínská křesťanská princezna Nino Kapiani, kteří se v tolerantním prostředí tehdejšího Baku milují a připravují svatbu. Do osudů zasahují jejich rozdílné tradice a povahy i velké dějiny. Kultivovaný jazyk a nevšední prostředí na pomezí Evropy a Asie posunují román nad úroveň běžného romantického příběhu.

## Knižní vydání
Román byl přeložen do více než třiceti jazyků včetně dvojího překladu do češtiny.

### První vydání (německy)
- Ali und Nino (vydal E. P. Tal, Leipzig, 1937)

### Vydání v češtině
- Ali a Nina[p 1] (z němčiny přeložila Marie Jičínská, vydal Josef R. Vilímek, Praha, 1939)
- Alí a Nino (přeložila Lucy Topoľská, vydalo Národní divadlo, Praha, 2006)

## Možní skuteční autoři
Na autorství románu nemají literární vědci shodný názor. Autory či inspirátory děl vydaných pod pseudonymem Kurban Said mohou být:

### Lev Nussimbaum

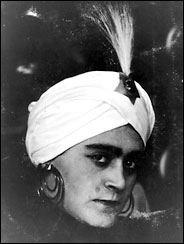
Lev Nussimbaum

Lev Abramovič Nussimbaum' (pseudonym Essad Bey, 20. října 1905 Kyjev, Ruské impérium – 27. srpna 1942 Positano, Itálie) byl německy píšící spisovatel rusko–židovského původu.
Narodil se v bohaté rodině, otec byl gruzínský Žid, matka ruská Židovka. Do čtrnácti let žil v Baku; v roce 1920, kdy bylo Baku obsazeno Rudou armádou a byla vyhlášena Ázerbájdžánská socialistická republika, utekl do Gruzie. Když i ta byla obsazena, odešel do Německa, kde žil v letech 1921–1933.
Od roku 1926, kdy konvertoval k islámu, přijal jméno Essad Bey, pod kterým začal intenzivně publikovat. V třicátých letech 20. století se stal populárním autorem. V té době též začal studovat na Humboldtově univerzitě v Berlíně turecké, arabské a islámské dějiny.
Byl přítelem manželů Rolfa a Elfriedy Ehrenfelsových. Když od roku 1936 nesměla být Nussinbaumova díla v Německu publikována, zveřejnila Elfrieda Ehrenfelsová pod pseudonymem Kurban Said romány Ali a Nino a Děvče ze Zlatého rohu, které jsou mu připisovány.
Po převzetí moci v Německu nacismem se uchýlil do Itálie, kde v roce 1942 zemřel.

#### Pochyby o autorství děl pod pseudonymemKurban Said
Autorství románu Ali a Nino je tradičně připisováno Nussimbaumovi. Kritici poukazují zejména na to, že v době pobytu v Zakavkazsku byl příliš mlád (opustil Baku ve čtrnácti letech). Dalším argumentem je, že během osmi let (1929–1936) vydal pod pseudonymem Essad Bey 16 dalších knih. To vede k názoru, že jeho práce nebyly původní. Nussimbaumovu věrohodnost též snižovalo to, že často měnil své biografické údaje.

### Elfriede Ehrenfelsová

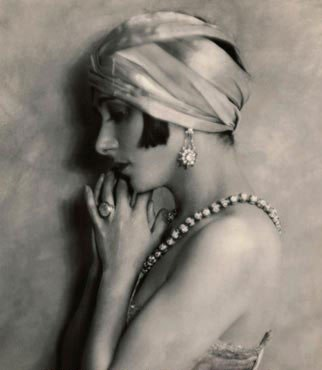
Baronka Elfriede Ehrenfels von Bodmershof

Elfriede (Frida) Leopoldine Ehrenfelsová (německy Ehrenfels), rozená von Bodmershof (28. března 1894 Terst, Rakousko–Uhersko – 26. srpna 1982) se narodila v rodině rakousko-uherského finančního prokurátora na císařském dvoře, který byl v roce jejího narození povýšen do šlechtického stavu. V roce 1926 se provdala za antropologa Rolfa von Ehrenfels. Ten přijal v roce 1927, po konverzi k islámu, jméno Omar. Lev Nussimbaum byl přítelem manželů Ehrenfelsových. V roce 1938 musel Omar Rolf Ehrenfelds z Rakouska emigrovat, manželka Elfriede ho však nenásledovala a o dva roky později (1940) bylo manželství rozvedeno.
Pod pseudonymem Kurban Said zveřejnila jak román Ali a Nino (německy Ali und Nino) tak i román Děvče ze Zlatého rohu (německy Das Mädchen vom guldenem Horn). Její autorství románu Ali a Nino je naznačeno v závěrečném shrnutí českého vydání z roku 1939:
| „                                  | Kurban Said je umělecký pseudonym rakouské aristokratky, která z rodinných důvodů nemůže psát pod svým skutečným jménem... | “ |
| — Ali a Nina (J. R. Vilímek, 1939) | |   |

Badatelé se spíše přiklánějí k názoru, že Elfriede Ehrenfelsová si sice zaregistrovala pseudonym Kurban Said, ale nebyla autorkou děl pod tímto jménem zveřejněných; měla však pobírat tantiémy za vydané romány a přeposílat je v letech 1938 a 1939 Lvu Nussimbaumovi, který se skrýval v italském exilu. Její vlastní podíl na díle se považuje za neprokázaný.

### Yusif Vazir Chamanzaminli

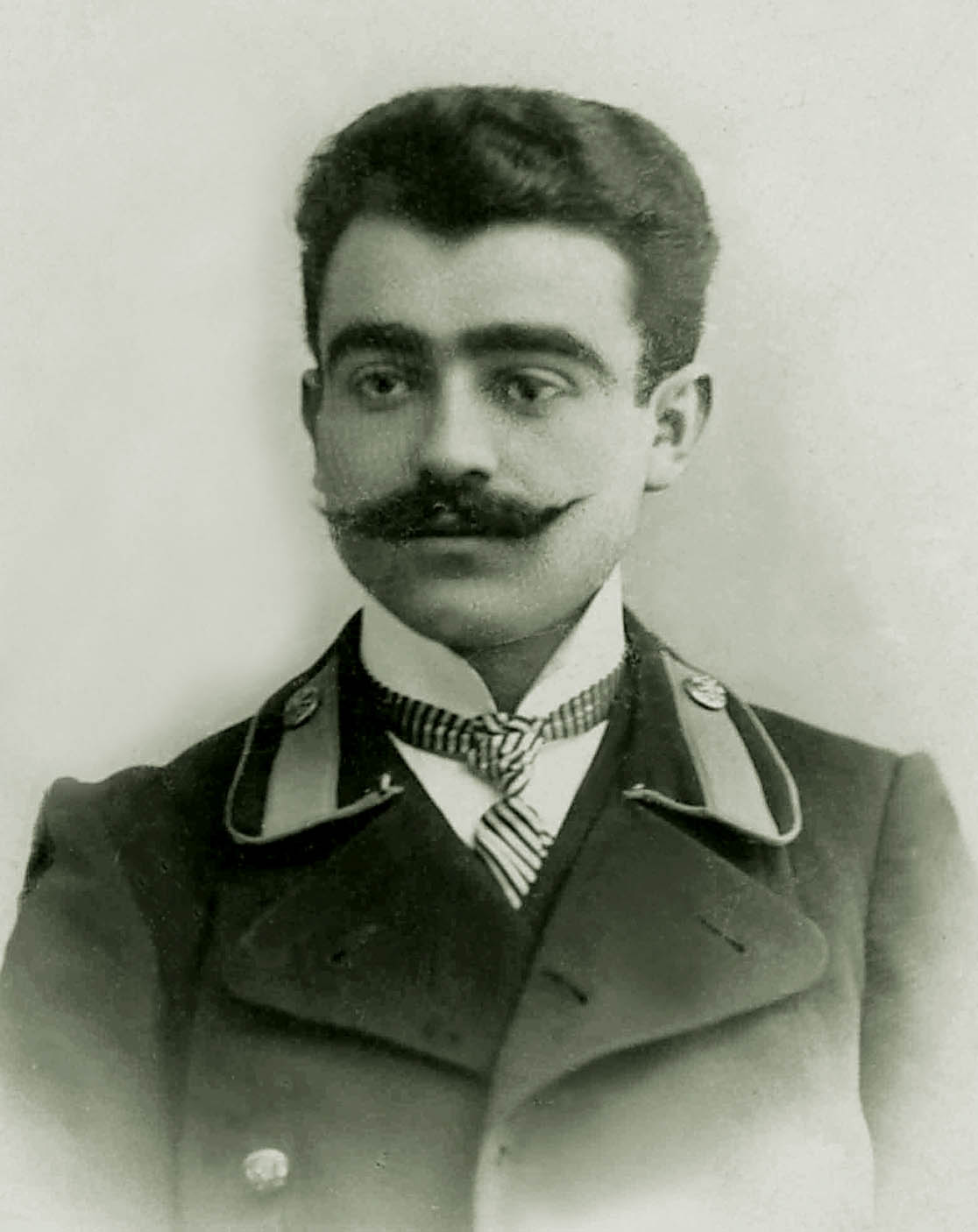
Yusif Vazir Chamanzaminli, 1911

Yusif Vazir, pseudonym Chamanzaminli, ázerbájdžánsky Yusif Vəzir Çəmənzəminli (12. září 1888 Šuša, Ruské impérium, dnes Náhorní Karabach, Ázerbájdžán – 3. ledna 1943 gulag Suchobezvodnoje u Nižního Novgorodu, SSSR) byl ázerbájdžánský spisovatel, diplomat a intelektuál.
Narodil se v Náhorním Karabachu, ve městě Šuša, kde studoval na reálné škole. Během občanské války 1905–1906 rodina opustila město a uchýlila se do Ašchabadu. Chamanzaminli získal v letech 1906–1909 stipendium v Baku, kde studia dokončil. Po pobytu v Sankt Petěrburgu, kde se neúspěšně pokusil studovat techniku, vystudoval v letech 1910–1915 práva v Kyjevě.
V roce 1919 odjel do Konstantinopole s pověřením otevřít v Turecku ázerbájdžánské vyslanectví. Po roce 1921 emigroval do Paříže, kde se mu však nedařilo mezi mnoha uprchlíky z bývalého carského Ruska se prosadit. Po smrti svého bratra, za kterým se původně do Paříže vydal, již neviděl důvod ve Francii zůstávat. Poté, co obdržel příslušné povolení, vrátil se na jaře 1921 do Baku. Zde se živil jako učitel jazyků a překladatel do ázerbájdžánštiny, napsal několik románů v mateřštině. Zúčastnil se prací na prvním rusko–ázerbájdžánském slovníku. V Baku se oženil a měl tři děti.
Od roku 1937 byl kritizován jako kontrarevolucionář, v roce 1940 byl zatčen. Na svobodu se již nedostal a zahynul v gulagu v roce 1943.

#### Podíl na románuAli a Nino
Arménské zdroje označují Yusifa Vazira za původního autora románu Ali a Nino. Dokladují toto tvrzení obsahem jeho deníků, autobiografickými a dalšími pracemi. Uvádějí též argumenty, proč by Lev Nussimbaum za autora být považován neměl.

### Grigol Robakidze

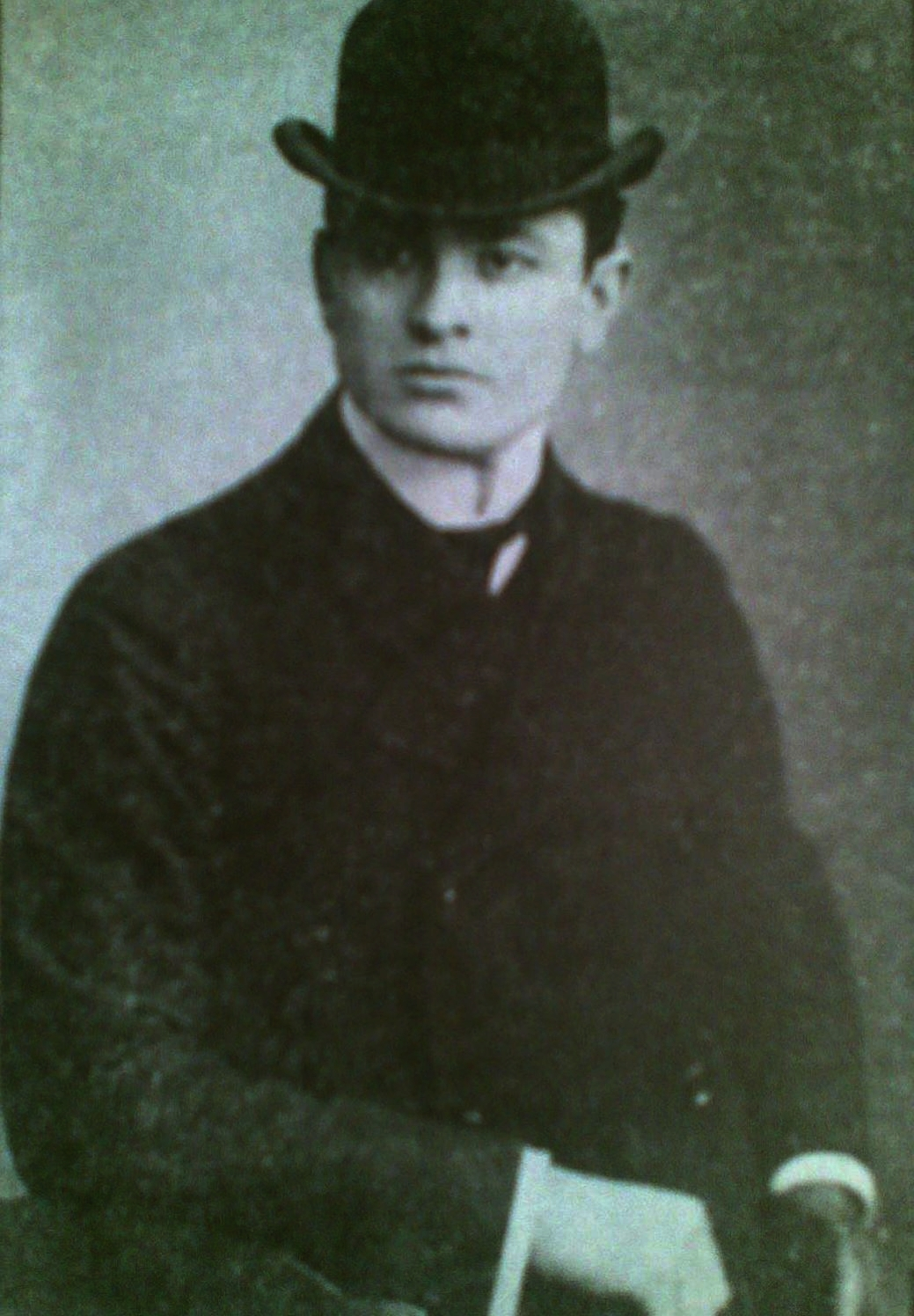
Grigol Robakidze v mládí

Grigol Robakidze (gruzínsky გრიგოლ რობაქიძე) (28. října 1880, Sviri západní Gruzie – 19. listopadu, 1962, Ženeva) byl gruzínský spisovatel a publicista, známý svými protisovětskými aktivitami v emigraci.
Po maturitě na gymnáziu v Kutaisi studoval na univerzitách v Tartu a Lipsku. He was born on October 28, 1880, in the village of Sviri, Imereti (west Georgia). Do Gruzie se vrátil roku 1908 a stal se významným gruzínským symbolistickým básníkem. V zemi zůstal i poté, co byla v roce 1921 vyhlášena Gruzínská sovětská socialistická republika. V roce 1930 emigroval do Německa.
Během druhé světové války se angažoval za samostatnost Gruzie. Po válce byly jeho dvě knihy o Benitu Mussolinim a Adolfu Hitlerovi považovány za doklad jeho příklonu k nacismu. Zemřel v emigraci ve Švýcarsku.

#### Grigol Robakidze a románAli a Nino
Profesorka gruzínštiny a gruzínské literatury Tamar Injia porovnala ve své knize Ali and Nino – Literary Robery! text románu Ali a Nino (vydáno 1937) s dílem Grigora Robakidzeho Das Schlangenhemd (Hadí kůže), který v Německu vyšel v roce 1928. Nalezla řadu podobností v obsahu, příbězích, mýtech a legendách, stejně jako ve struktuře děje. Označila Ali a Nino z velké části za plagiát, vděčící za svůj vznik dílu Robakidzeho.

## Jiná díla Kurban Saida (v češtině)
- Děvče ze zlatého rohu (německy Das Mädchen vom Goldenen Horn, přeložila R. Schulzová; Praha, Světový literární klub, 1942)

## Inspirace románemAli a Nino
- V roce 2007 uvedlo městské divadlo v Baku hru Ali a Nino, inspirovanou románem[7]
- Název Ali a Nino nese sousoší v Batumi, jehož autorkou je gruzínská sochařka Tamara Kvesitadze. Sousoší bylo instalováno v roce 2007. Každý den v 19 hodin se dají do pohybu navzájem se pronikající a znovu se rozcházející postavy muže a ženy.[8][9]
- V roce 2016 byl do kin uveden britský film Ali and Nino. Exteriérové scény byly natáčeny v Ázerbájdžánu, Gruzii, Rusku a Turecku.[10]